# Radio Tarifa
Radio Tarifa fue un grupo español de música fusión creado en 1993. Inicialmente formado por un trío, desarrolló diversos estilos musicales entre el flamenco, las músicas tradicionales y el world music, partiendo de las diferentes culturas del mar Mediterráneo.

## Historia
Radio Tarifa se creó en Madrid entre Faín Sánchez Dueñas (percusionista, cuerdista y arreglista), Vincent Molino (instrumentista de viento) y Benjamín Escoriza (cantaor y letrista).  Faín y Vincent,  se conocieron tocando en un grupo de música medieval en 1985; compartían  su inquietud por las músicas árabes y mediterráneas. Más adelante conocieron a Benjamín y les gustó su voz, su presencia en el escenario y las letras que creaba. 
El grupo surgió en 1993, tras salir de el "Agujero", pequeño estudio de grabación madrileño, ubicado en la calle Claudio Coello, donde grabaron su primer álbum "Rumba Argelina", producido por Juan Alberto Arteche en su sello "Música sin fin". En la maqueta inicial, Faín dirigía, arreglaba y tocaba las cuerdas y percusiones. Benjamín cantaba y escribía los textos y Vincent tocaba diversos instrumentos de viento. 
En su primer álbum, los músicos hicieron un mestizaje de melodías modales ibéricas: árabe, medieval, flamenco y folclore castellano; y decidieron  nombrar a la banda como el cabo de Tarifa por ser el punto de España más cercano a África. En el disco también colaboraron Javier Paxariño, Javier Ruibal, Gerardo Núñez y Eduardo Laguillo.
A partir de 1994 la banda comenzó a trabajar con la compañia discográfica alemana Ariola Records (Sony Music) y llegó a lanzar cuatro álbumes. Además de Rumba Argelina (1993), Temporal (1996), Cruzando el río (2000), y Fiebre (2003).
La banda actuó en diversas giras por Europa (España, Alemania, Italia, Dinamarca, Canadá, Grecia, Palestina, Luxemburgo, Hungría) y también por Turquía, Australia, Nueva Zelanda, Brasil y Egipto.
En 2006 la última banda de directos se disolvió y Radio Tarifa cesó su actividad. El cantante del grupo, Benjamín Escoriza, falleció el 9 de marzo de 2012 tras una enfermedad pulmonar.

## Integrantes de la banda en directo
1ª Banda  (1994): Benjamín, Faín, Vincent, Javier Colina, Javier Paxariño, Nirankar Khalsa, Dimitri Psonis, Wafir Sheik.
2ª Banda (1994-1998): Benjamín, Faín, Vincent, Peter Oteo, Ramiro Amusategui, Sebastián Rubio, Wafir Sheik, Jaime Muela, y el baile de Joaquín Ruiz y Chuco García como técnico de sonido.                                                                                                                                                                                                                                              
3ª Banda (1998): Benjamín, Faín, Vincent, Ramiro Amusategui , Sebastián Rubio, Alfredo Valero, Jose luis Yagüe, Pedro Esparza y Chuco García como técnico de sonido.                                                                                                       
4ª Banda  (1999-2005): Benjamín, Faín, Vincent, Amir Haddad, Jorge Gómez, Sebastián Rubio, Jaime Muela, David Purdye y el baile oriental de Querenza y Chuco García como técnico de sonido.                                                                                                                                              

## Reconocimientos
Con mucho éxito fuera de España, ha recibido diversos reconocimientos internacionales y fue nominada a destacados premios:
- Nominación al Premio Nacional de Música de España (1995).
- Dos nominaciones a Premios de la Crítica de la BBC (2001 y 2004).[6]

- Nominación a Latin Grammy por CD “Fiebre” (2005).[7]

## Discografía
Han editado todos sus discos con la discográfica BMG.
- Rumba Argelina (1993)
- Temporal (1998) con Falo Jimenez
- Cruzando El Río (2001)
- Fiebre (2003)